# Vi få mötas i Eden en gång
Vi få mötas i Eden en gång är en amerikansk psalmtext ur Sankeys sånger översatt till svenska av Lilly Lundequist. Det är en så kallad 'hemlandssång', vilket i den frikyrkliga traditionen innebär en lovsång till hemmet i himmelriket efter livet här på jorden. Begreppet 'hemland' har alltså ingen anknytning till fosterland eller ursprungsnation. Denna psalm har tre 4-radiga verser med en refräng som lyder:
Uti Eden en gång, uti Eden en gång,
Vad en dödlig ej sett eller tänkt,
Blir oss där utav Frälsaren skänkt.

## Publicerad i
- Sånger till Lammets lof  1877, nr 21 med titeln "I Eden en gång".
- Herde-Rösten 1892 som nr 243 under rubriken "Hemlandssånger:"
- Svensk söndagsskolsångbok 1908 som nr 254 under rubriken "Hemlandssånger".
- Lilla Psalmisten 1909 som nr 242 under rubriken "Hemlandssånger".
- Fridstoner 1926 som nr 147 under rubriken "Hemlandssånger".